# Episodi di Due uomini e mezzo (quinta stagione)
La quinta stagione della serie televisiva Due uomini e mezzo è stata trasmessa negli Stati Uniti dal 24 settembre 2007 al 19 maggio 2008 su CBS.
In Italia i primi 12 episodi della stagione sono stati trasmessi dal 16 settembre al 6 novembre 2009 in prima visione su Rai 2. A partire dal 14 dicembre 2009 il canale digitale terrestre a pagamento Joi ha trasmesso in anteprima assoluta gli ultimi sette episodi della quinta stagione, anticipando così la trasmissione in chiaro.
| nº | Titolo originale                      | Titolo italiano               | Prima TV USA      | Prima TV Italia   |
| -- | ------------------------------------- | ----------------------------- | ----------------- | ----------------- |
| 1  | Large Birds, Spiders and Mom          | La paura fa novanta           | 24 settembre 2007 | 16 settembre 2009 |
| 2  | Media Room Slash Dungeon              | Una madre per amica           | 1º ottobre 2007   | 17 settembre 2009 |
| 3  | Dum Diddy Dum Diddy Doo               | Un bel paio di orecchie       | 8 ottobre 2007    | 23 settembre 2009 |
| 4  | City of Great Racks                   | Il fantasma di Rose           | 15 ottobre 2007   | 26 ottobre 2009   |
| 5  | Putting Swim Fins on a Cat            | Qualcosa succederà            | 22 ottobre 2007   | 27 ottobre 2009   |
| 6  | Help Daddy Find His Toenail           | La tana dell'odio             | 29 ottobre 2007   | 29 ottobre 2009   |
| 7  | The Leather Gear is in the Guest Room | Chi la dura la vince          | 5 novembre 2007   | 30 ottobre 2009   |
| 8  | Is There a Mrs. Waffles?              | Grandi successi               | 12 novembre 2007  | 2 novembre 2009   |
| 9  | Tight's Good                          | Sta' alla larga da mia figlia | 19 novembre 2007  | 3 novembre 2009   |
| 10 | Kinda Like Necrophilia                | Siamo pari!                   | 26 novembre 2007  | 4 novembre 2009   |
| 11 | Meander to Your Dander                | Tedioso, banale e prevedibile | 17 marzo 2008     | 5 novembre 2009   |
| 12 | A Little Clammy and None Too Fresh    | Pillole per elefanti          | 24 marzo 2008     | 6 novembre 2009   |
| 13 | The Soil is Moist                     | Una vecchia amica             | 31 marzo 2008     | 14 dicembre 2009  |
| 14 | Winky-Dink Time                       | Vuoti di memoria              | 14 aprile 2008    | 15 dicembre 2009  |
| 15 | Rough Night in Hump Junction          | Il paese dei balocchi         | 21 aprile 2008    | 16 dicembre 2009  |
| 16 | Look At Me, Mommy, I'm Pretty         | Mille farfalle congelate      | 28 aprile 2008    | 17 dicembre 2009  |
| 17 | Fish in a Drawer                      | Matrimonio sfortunato         | 5 maggio 2008     | 18 dicembre 2009  |
| 18 | If My Hole Could Talk                 | Angie                         | 12 maggio 2008    | 21 dicembre 2009  |
| 19 | Waiting for the Right Snapper         | Una donna... matura!          | 19 maggio 2008    | 22 dicembre 2009  |

## La paura fa novanta
- Titolo originale: Large Birds, Spiders and Mom
- Diretto da: Ted Wass
- Scritto da: Mark Roberts e Eddie Gorodetsky (soggetto); Lee Aronsohn e Chuck Lorre (sceneggiatura)

### Trama
Charlie è alle prese con un'irritazione intima mentre Jake comincia le scuole medie: il padre e lo zio tentano di metterlo in guardia da tutte le difficoltà che si trovano in questo cambiamento ma lui si spaventa per tutte le cose che gli raccontano e marina la scuola. Alla fine Alan tenta di insegnargli l'importanza del coraggio, rimediando però solo un pestaggio da un automobilista, mentre si scopre che l'irritazione di Charlie è una reazione allergica dovuta alla tinta per capelli.

## Una madre per amica
- Titolo originale: Media Room Slash Dungeon
- Diretto da: Ted Wass
- Scritto da: Chuck Lorre e Lee Aronsohn (soggetto); Don Foster, Susan Beavers e Jim Patterson (sceneggiatura)

### Trama
Charlie viene costretto da Evelyn a farle da accompagnatore ad una serata di gala, data l'assenza di Teddy, mentre Alan ha un appuntamento: Charlie e la madre si divertono molto e si vedono anche il giorno dopo, mentre la donna con cui Alan fa l'amore, Sharon, subito dopo si mette a piangere. Evelyn sfrutta quindi Charlie per concludere un'importante vendita immobiliare mentre Alan e Sharon si vedono di nuovo, sempre con gli stessi risultati.

## Un bel paio di orecchie
- Titolo originale: Dum Diddy Dum Diddy Doo
- Diretto da: Ted Wass
- Scritto da: Lee Aronsohn e Chuck Lorre

### Trama
Alan esce con una donna della sua età e invita Charlie a cercarsi una compagna più matura delle ragazze che frequenta di solito; dopo l'ennesima avventura Charlie accetta un'uscita in quattro, che però non va molto bene. L'uomo tuttavia rimane impressionato da Linda, la donna che gli viene presentata, e dopo essere stato arrestato per ubriachezza molesta finge di averlo fatto per uscire con lei, ottenendo così una cena insieme.

## Il fantasma di Rose
- Titolo originale: City of Great Racks
- Diretto da: James Widdoes
- Scritto da: Chuck Lorre, Lee Aronsohn, Don Foster e Mark Roberts (soggetto); Eddie Gorodetsky, Susan Beavers e Jim Patterson (sceneggiatura)

### Trama
Dopo una serata con Linda, Charlie crede di vedere Rose: la cosa si ripete alcune volte e si rende conto che la ragazza gli manca. Dopo averne parlato con Alan, Charlie si rivolge alla psichiatra: questa gli rivela che è affetto dalla sindrome di Peter Pan e dalla paura di crescere e che, se vuole uscirne, dovrà affrontare la sua avversione per le relazioni impegnative. Charlie va quindi a Londra a trovare Rose, che si è davvero travestita in tutte le forme in cui l'ha vista, ma quando anche lei gli parla di matrimonio e famiglia torna a Los Angeles.

## Qualcosa succederà
- Titolo originale: Putting Swim Fins on a Cat
- Diretto da: James Widdoes
- Scritto da: Mark Roberts (soggetto); Don Foster e Eddie Gorodetsky (sceneggiatura)

### Trama
Alan, controllando i conti, nota che Charlie non percepisce entrate da quasi un anno e cerca quindi di fare un po' di economia, ma il fratello non lo appoggia minimamente. Charlie conosce poi Brandon, il figlio di Linda, mentre Alan tenta inutilmente di ricevere aiuto economico dalle persone care, tanto da doversi ridurre a fare la cavia per un farmaco sperimentale. Charlie e Brandon entrano ben presto in confidenza e il padre del bambino, che lavora nel business della musica, ascoltando alcune canzoncine gli propone un sostanzioso contratto che Charlie accetta.

## La tana dell'odio
- Titolo originale: Help Daddy Find His Toenail
- Diretto da: James Widdoes
- Scritto da: Chuck Lorre e Lee Aronsohn (soggetto); Susan Beavers e Jim Patterson (sceneggiatura)

### Trama
Alan nega a Jake il permesso di andare ad un concerto mentre Charlie rimane ferito dal fatto che Linda non lo abbia invitato al party in cui riceverà il premio di giudice dell'anno, anche se poi lo invita. Charlie, molto nervoso per il ricevimento, prende una pillola da Evelyn, che si rivelerà tutt'altro che un calmante, mentre Jake va al concerto di nascosto: Alan lo scopre e lo mette in punizione per tre mesi. Charlie, dopo aver dato spettacolo al ricevimento, viene lasciato da Linda, che lo vede come un ostacolo per la sua carriera, e si consola con una squillo.

## Chi la dura la vince
- Titolo originale: The Leather Gear is in the Guest Room
- Diretto da: Ted Wass
- Scritto da: Chuck Lorre e Lee Aronsohn

### Trama
Alan e Charlie hanno una furente discussione sull'arredamento, ma quando il primo capisce che in realtà suo fratello non lo vuole più per casa se ne va con Jake. I due cercano quindi ospitalità da Evelyn e Teddy tenta di risolvere la situazione, ma alla fine è la donna a riuscirci.
- Guest star: Robert Wagner (Teddy Leopold)

## Grandi successi
- Titolo originale: Is There a Mrs. Waffles?
- Diretto da: Ted Wass
- Scritto da: Susan Beavers e Jim Patterson (soggetto); Chuck Lorre e Lee Aronsohn (sceneggiatura)

### Trama
Charlie riscuote sempre più successo come autore di canzoni per bambini e Alan diviene ben presto geloso. Quando tuttavia Artie, il proprietario della casa discografica, chiede a Charlie di fare un concerto, questi rifiuta perché ha paura del palcoscenico, ma viene costretto dietro minaccia di querele. Charlie si presenta ubriaco al concerto ma i bambini si godono comunque un grande spettacolo: Charlie fa inoltre conquiste e Alan sta sempre peggio.

## Sta' alla larga da mia figlia
- Titolo originale: Tight’s Good
- Diretto da: Jean Sagal
- Scritto da: Mark Roberts (soggetto); Don Foster e Eddie Gorodetsky (sceneggiatura)

### Trama
Al ricevimento che Teddy ed Evelyn danno prima delle loro nozze Charlie, Alan e Jake conoscono la conturbante figlia dell'uomo, Courtney: subito dopo, tuttavia, Teddy chiede a Charlie di lasciarla perdere. Il giorno dopo i due si vedono comunque e Courtney ci prova spudoratamente, sebbene Charlie in un primo momento riesca a resistere. Courtney, per rimanere in silenzio, lo obbliga a comprare un bolide sebbene Teddy, giunto a casa sua per chiedere a entrambi di fargli da testimone, lo scopra subito.
- Guest star: Robert Wagner (Teddy Leopold)

## Siamo pari!
- Titolo originale: Kinda Like Necrophilia
- Diretto da: Ted Wass
- Scritto da: Jim Patterson e Susan Beavers (soggetto); Chuck Lorre e Lee Aronsohn (sceneggiatura)

### Trama
Jake viene lasciato dalla fidanzata e Alan e Charlie, ciascuno a suo modo, tentano di insegnargli come reagire. Telefonando ad una sua vecchia fiamma, Alan scopre che lei lo lasciò per suo fratello e si infuria. Seguendo i consigli dello zio, Jake ottiene di uscire con la ragazza più carina della classe mentre Alan si vendica ma Charlie riesce a farlo sentire in colpa. Charlie, però, gli dice di continuare ad uscire con la ragazza in questione che, però, si rivela un disastro a letto e prima di consumare Alan se ne va: Charlie gli spiega che l'ha fatto uscire con lei per scaricarla, per poi passare la notte con la ragazza che gli rubò in passato.

## Tedioso, banale e prevedibile
- Titolo originale: Meander to Your Dander
- Diretto da: James Widdoes
- Scritto da: Don Foster e Mark Roberts (soggetto); Susan Beavers e Jim Patterson (sceneggiatura)

### Trama
Alan e Charlie discutono della nuova relazione del primo, Donna, e il fratello riesce a convincerlo a non lasciarsi trascinare di nuovo in un impegno a lungo termine, anche perché la loro vita sessuale è parecchio piatta. Alan, seguendo i consigli di Charlie, lascia Donna poco prima che questa gli proponesse un ménage a trois, mentre Charlie, tentando di aiutare Jake a far conquiste, si prende una spruzzata di spray urticante negli occhi.

## Pillole per elefanti
- Titolo originale: A Little Clammy and None Too Fresh
- Diretto da: James Widdoes
- Scritto da: Susan Beavers e Jim Patterson (soggetto); Chuck Lorre e Lee Aronsohn (sceneggiatura)

### Trama
Charlie, dopo essere stato con una ragazza raffreddata, si ammala anche lui ma nessuno se ne occupa finché non compare Rose, di ritorno dall'Inghilterra, che se ne prende cura fin troppo, dandogli infatti delle pillole che lo fanno dormire per ben due settimane. Charlie infine scopre l'inganno e si libera di lei.

## Una vecchia amica
- Titolo originale: The Soil is Moist
- Diretto da: James Widdoes
- Scritto da: Eddie Gorodetsky (soggetto); Chuck Lorre e Lee Aronsohn (sceneggiatura)

### Trama
Alan incontra Cynthia, sua amica dai tempi del matrimonio, e dopo aver scoperto che anche lei ha divorziato gli chiede di uscire; Alan, tuttavia, chiede prima a Judith il permesso e la donna glielo accorda, sicura che lei non accetterà mai. I due hanno un rapporto sessuale ma poi Cynthia gli rivela che Judith ha affermato che Herb è il miglior amante che abbia mai avuto: Alan entra in crisi perché non ne capisce il motivo, ma dopo aver visto cosa sa fare Herb con la bocca tutto diviene chiaro.

## Vuoti di memoria
- Titolo originale: Winky-Dink Time
- Diretto da: James Widdoes
- Scritto da: Mark Roberts (soggetto); Eddie Gorodetsky e Jim Patterson (sceneggiatura)

### Trama
Alan chiede a Charlie il numero di una prostituta mentre Jake si innamora della figlia di una ex fiamma dello zio conosciuta in caffetteria di cui però Charlie non ricorda il nome. La serata tuttavia si conclude malissimo per tutti e tre.

## Il paese dei balocchi
- Titolo originale: Rough Night in Hump Junction
- Diretto da: James Widdoes
- Scritto da: Mark Roberts (soggetto); Chuck Lorre e Lee Aronsohn (sceneggiatura)

### Trama
Charlie scopre che Mia si sposa, reagisce iniziando ad andare con molte donne e questo gli causerà dei guai. Alla fine si presenta al matrimonio.

## Mille farfalle congelate
- Titolo originale: Look At Me, Mommy, I'm Pretty
- Diretto da: Joel Zwick
- Scritto da: Chuck Lorre e Lee Aronsohn (soggetto); Eddie Gorodetsky, Don Foster e Susan Beavers (sceneggiatura)

### Trama
Courtney dice a Charlie che, essendosi guadagnata la fiducia di Evelyn, non andrà più a letto con lui, ma rimane contrariata quando scopre che suo padre non vuole stipulare un accordo prematrimoniale. Charlie è tuttavia sempre più ossessionato dalla futura sorellastra mentre Teddy e Courtney litigano furiosamente perché questa è di nuovo al verde: Charlie si lancia al suo capezzale e i due finiscono di nuovo a letto insieme. Si celebra infine il matrimonio tra Teddy ed Evelyn e durante la cerimonia Charlie chiede a Courtney di sposarlo e la donna accetta.
- Guest star: Robert Wagner (Teddy Leopold)

## Matrimonio sfortunato
- Titolo originale: Fish in a Drawer
- Diretto da: Jeff Melman
- Scritto da: Carol Mendelsohn e Naren Shankar (soggetto); Sarah Goldfinger e Evan Dunsky (sceneggiatura)

### Trama
Poco dopo la cerimonia Charlie e Courtney si appartano in camera e trovano il cadavere di Teddy, che apparentemente era con una donna. Le indagini della polizia rivelano che Courtney e Teddy non erano padre e figlia e che in realtà erano dei truffatori ricercati, Nathan Krunk e Sylvia Fishman: l'uomo è stato colto da infarto mentre stava con la complice.
- Guest star: Robert Wagner (Teddy Leopold)

## Angie
- Titolo originale: If My Hole Could Talk
- Diretto da: Jon Cryer
- Scritto da: Chuck Lorre e Lee Aronsohn (soggetto); Eddie Gorodetsky, Jim Patterson e Mark Roberts (sceneggiatura)

### Trama
Alan, Jake e Charlie si recano in libreria per i compiti del ragazzino e qui Charlie, alla ricerca di un libro che lo aiuti a migliorare il suo rapporto con le donne, incontra l'autrice di un volume sul tema, Angie, una matura e affascinante signora. Charlie e Angie cominciano a frequentarsi e la donna conquista anche Alan e Jake col suo fare materno e dolce. 
- Curiosità: in questa puntata Alan si lamenta con Angie della poca considerazione che ricevono i chiropratici rispetto ai medici e che a loro non capitano "soprannomi come McDreamy o McSteamy", in riferimento alla fortunata serie TV Grey's Anatomy.

## Una donna... matura!
- Titolo originale: Waiting for the Right Snapper
- Diretto da: Jeff Melman
- Scritto da: Eddie Gorodetsky e Don Foster (soggetto); Mark Roberts, Lee Aronsohn e Chuck Lorre (sceneggiatura)

### Trama
Alan e Charlie entrano in competizione per l'affetto di Angie; quando la donna scopre che Charlie ha avuto in passato una storia con la promessa sposa di suo figlio e questa lo lascia perché ancora innamorata di lui, lo lascia anche lei. Jake infine viene promosso alla classe successiva.